# Raymond Thompson (Filmproduzent)
Raymond Thompson (* 5. April 1949 in Redditch, England; † 15. Januar 2025 in Australien) war ein neuseeländischer Filmproduzent, Drehbuchautor und Regisseur.

## Leben
Raymond Thompson wurde in Redditch in der englischen Region Worcestershire geboren. Er wuchs in verschiedenen Regionen auf. Thompson hatte das Asperger-Syndrom. Anfangs noch ohne Diagnose machte Thompson Musik in einer Band. Später zog seine Familie nach Kanada, wo Thompson 1977 mit dem Schreiben und Verfassen von anfangs eigenen Theaterstücken, später auch Drehbüchern begann. Von 1980 bis 1995 realisierte er als Filmproduzent bei der BBC diverse Filmprojekte, seit 1989 auch als Regisseur. 1994 kaufte Raymond ein Gebäude in Wellington und machte daraus Neuseelands bekanntestes Film- und Fernsehstudio „Cloud 9 Screen Entertainment Group“, dort realisierte er bisher mehr als 9.000 Projekte, wie Filme und Serien.
Er hat einen jüngeren Bruder namens Vince Conen Thompson. 1978 lernte er seine Ehefrau kennen, die Drehbuchautorin Siba Hayek, die er 1979 ehelichte. 1988 kam die gemeinsame Tochter Zeta Kleo Thompson zur Welt, 1992 Tochter Grace Alicia Thompson geboren. 2007 heiratete seine Tochter Zeta mit 17 Jahren ihren Freund, sie ist wie ihr Vater Regisseurin.
Im Jahr 2005 erwarb Raymond das Weingut Tirohana Estate, um seiner Leidenschaft für Wein nachzugehen. Er besuchte regelmäßig Martinborough in Neuseeland, wo er bei jeder Weinlese dabei war.

## Film und Serien
Die Fernsehserie The Tribe gehört zu seinen bekanntesten Arbeiten, die von 1999 bis 2004 produziert wurde. 1995 produzierte er die Serie Wendy (Riding High), 2001 schuf er die Serie Revelations, in der einige Schauspieler aus The Tribe mitspielten.
2004 drehte er Hidden Surfs, einen Film über zwei Surfer. Zuletzt drehte er die Serie Hospital eine Mistery-Klinikserie, welche von 2005 bis 2007 lief, mit Dwayne Cameron, Antonia Prebble, Michael Wesley-Smith und Beth Allen in den Hauptrollen. 2007 drehte er einen Thriller mit dem Titel Time to kill.

## Auszeichnungen
- 1999–2005: New Zealand Television Award für The Tribe
- 1995: ABGI Award für Riding High
- 2001: New Zelandtelivison Award für Revouliton
- 2005–2006: AWG Award Nominierung für Hospital